# Emil Emmerich
Emil Emmerich (geboren 30. Juli 1882 in Homburg v. d. Höhe; gestorben 30. November 1937 in Hamburg) war ein deutscher Pathologe.

## Leben
Emmerichs Vater war Juwelier. Die Familie war jüdischen Glaubens, Emil Emmerich war aber zum Protestantismus konvertiert. Er studierte von 1901 bis 1906 Medizin an den Universitäten in München und Berlin. 1907 wurde er Assistent an der II. Medizinischen Universitätsklinik in München, 1908 dann Assistent und stellvertretender Prosektor am Pathologischen Instituts des Krankenhauses rechts der Isar. 1909 wurde er in München promoviert. Von 1910 bis 1911 war Emmerich Assistent am Pathologischen Institut des Schwabinger Krankenhauses und übernahm die kommissarische Leitung des Instituts. 1911 ging er an das Hygienische Institut in Straßburg, 1912 dann an das Pathologische Institut der Universität Heidelberg, wo er auch kurzzeitig die Bakeriologisch-serologische Abteilung leitete. 1913 wurde Emmerich Leiter des Pathologischen Instituts an der Krankenanstalt Kiel. Der spätere Nobelpreisträger Gerhard Domagk war zeitweilig sein Assistent.
In der Zeit des Nationalsozialismus wurde er infolge des „Gesetzes zur Wiederherstellung des Berufsbeamtentums“ 1934 vorzeitig in den Ruhestand versetzt und arbeitete seitdem als Prosektor des Pathologischen Instituts des israelitischen Krankenhauses in Hamburg. Seine Ehefrau floh nach Dänemark. Emmerich starb an einem Herzinfarkt, auf Initiative seiner Ehefrau hin wurde er in Sonderburg bestattet. Nach dem Zweiten Weltkrieg konnte sie im Rahmen eines Wiedergutmachungsverfahren erreichen, dass ihr Bezüge ihres Mannes nachgezahlt wurden.

## Veröffentlichungen (Auswahl)
- Über die Variabilität im histologischen Bau der Metastasen bei Struma maligna mit besonderer Berücksichtigung der Knochenmetastasen. In: Annalen der städtischen allgemeinen Krankenhäuser zu München, Bd. 13 (1907) (zugl. München, Univ., Diss., 1909).
- mit Gerhard Wagner: Experimenteller Paratyphus (A und B) durch Gallenblaseninfektion: (aus dem Hygienischen Institut der Universität Kiel ... ). In: Centralblatt für Bakteriologie, Parasitenkunde und Infektionskrankheiten. Bd. 79 (1916).
- Vergleichende experimentelle Untersuchungen über Typhuskeimträger. Sittenfeld, Berlin ca. 1916.
- Typhus-Schutzimpfung und -Infektion im Tierversuch (aus dem pathologischen Institut der städtischen Krankenanstalt und dem Hygienischen Institut der Universität Kiel). In: Medizinische Klinik: Wochenschrift für praktische Aerzte. Bd. 3 (1916), S. 74f.
- mit Marine-Oberstabsarzt Hage: Winke für die Entnahme und Einsendung von Material zur bakteriologischen, serologischen und histologischen Untersuchung. Springer, Berlin 1921.